# Broze
Broze (okzitanisch: Bròsa) ist eine französische Gemeinde mit 106 Einwohnern (Stand: 1. Januar 2022) im Département Tarn in der Region Okzitanien. Broze gehört zum Arrondissement Albi und zum Kanton Gaillac. Die Bewohner werden Brozois und Brozoises genannt.

## Geographie
Broze liegt in der Région naturelle Gaillacois, etwa 54 Kilometer nordöstlich von Toulouse und etwa 20 Kilometer westnordwestlich von Albi. Der Ruisseau de Viars und andere kleine Wasserläufe durchströmen das Gemeindegebiet. Umgeben wird Broze von den Nachbargemeinden Montels im Norden, Cahuzac-sur-Vère im Norden und Nordosten, Gaillac im Süden und Osten sowie Castelnau-de-Montmiral im Westen.

## Geschichte
Im Mittelalter verfügte das Dorf Broze über natürliche Verteidigungsanlagen, die durch einen in den Felsen gegrabenen Graben verstärkt wurden, der es im Nordwesten schützte. Die Häuser waren rund um die Burg gruppiert und in einen ummauerten Bereich eingezwängt, der nur von einer einzigen Tür durchbrochen war. Dieses Spitzbogentor ist noch erhalten und das angrenzende Gebäude, heute das Rathaus, weist Überreste dieser Zeit auf, bestehend aus Fenstern mit Rundbögen. Bis vor Kurzem gab es als Überbleibsel der Burg noch eine in den Fels gehauene unterirdische Wohnung mit Spitzbogengewölbe, die sich neben der heutigen Kapelle befand.
In den 1970er Jahren wurden im Herzen des Dorfes Ausgrabungen durchgeführt, bei denen an der heutigen Stelle des an die Kapelle angrenzenden Parkplatzes Gräber aus der Merowingerzeit aus dem sechsten Jahrhundert freigelegt wurden. An dieser Stelle sowie in den umliegenden Gebäuden wurden zahlreiche in den Fels gegrabene Getreidesilos entdeckt. Neben Knochen wurden auch verschiedene Gegenstände wie Töpferwaren und Schmuck entdeckt.
Die Burgkirche wurde zerstört, nur noch ein einziger Überrest besteht aus einer Kredenz mit einem Kielbogen, verziert mit Haken und gekrönt von einem Kreuz in einem vierpassigen Fleuron, das an der Mauer des heutigen Friedhofs lehnt.
Im Jahr 1388 besetzten die Engländer die Burg Broze. Während der religiösen und bürgerlichen Kämpfe im 16. und 17. Jahrhundert spielte Broze eine wichtige Rolle in der Region. Tatsächlich fanden die Katholiken, die im September 1568 von den Protestanten aus Gaillac vertrieben wurden, dort zunächst Zuflucht, nahmen dann gemeinsam mit Katholiken aus benachbarten Dörfern die Offensive wieder auf. Sie starteten weiterhin Expeditionen mit dem Ziel, die Stadt Gaillac zurückzuerobern, die von den Protestanten besetzt war. Der Frieden von 1570 öffnete die Türen von Gaillac wieder für Katholiken.

## Bevölkerungsentwicklung
| 1962                       | 1968 | 1975 | 1982 | 1990 | 1999 | 2006 | 2018 |
| -------------------------- | ---- | ---- | ---- | ---- | ---- | ---- | ---- |
| 95                         | 110  | 96   | 97   | 85   | 93   | 107  | 120  |
| Quellen: Cassini und INSEE |      |      |      |      |      |      |      |

## Sehenswürdigkeiten

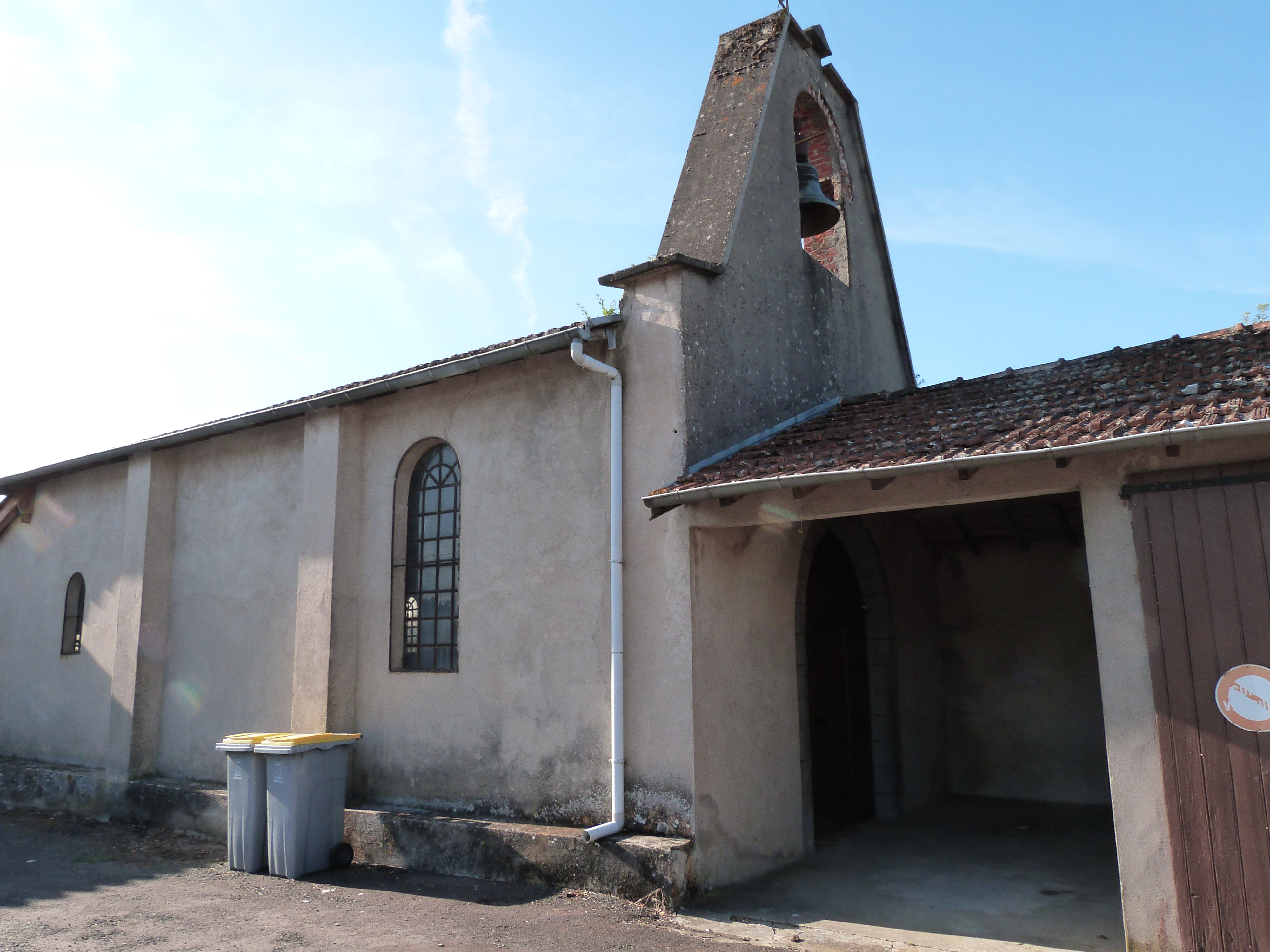
Kirche Saint-Maurice
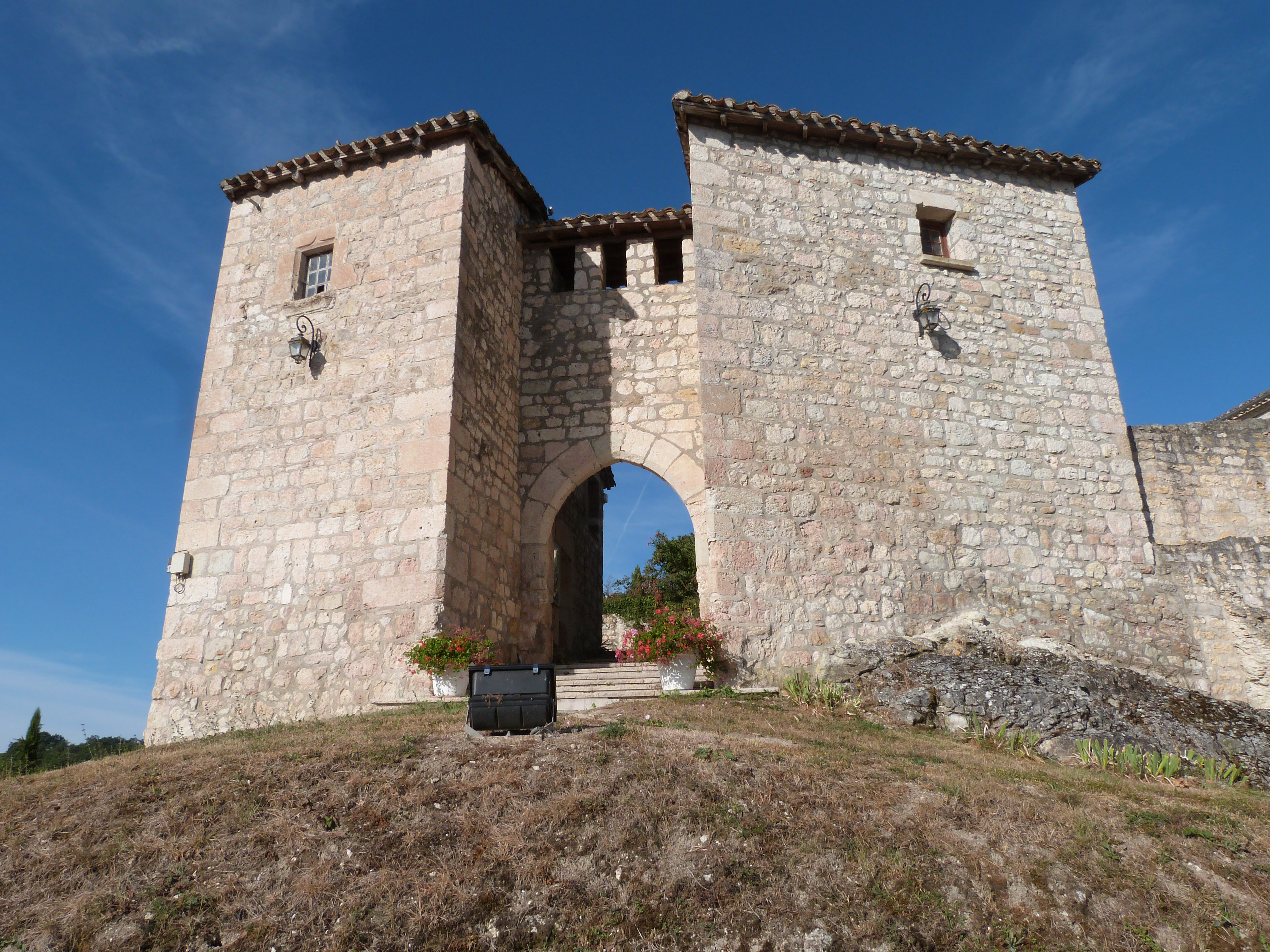
Ehemaliges Stadttor

- Kirche Saint-Maurice
- Ehemaliges Stadttor